# Sozialmedizinischer Dienst
Der Begriff sozialmedizinischer Dienst (SMD) bezeichnet die ärztliche Abteilung bzw. den ärztlichen Dienst einiger Sozialleistungsträger, beispielsweise der Träger der gesetzlichen Rentenversicherung. Zudem wird der Begriff auch für kommunale Einrichtungen verwendet, die häufig dem Gesundheitsamt angegliedert sind.
Die Knappschaft-Bahn-See beispielsweise betreibt einen sozialmedizinischen Dienst, dessen Aufgabenstellung Begutachtungen im Rentenverfahren sowie bei Anträgen auf medizinische und berufliche Rehabilitation umfasst. Im Bereich der Krankenversicherung nimmt er die Aufgaben eines Medizinischen Dienstes wahr, erstellt außerdem Pflegegutachten für die Pflegeversicherung und unterstützt das Krankenhausleistungs-Controlling. An den KBS-Standorten in Hamburg und Rostock führt der Sozialmedizinische Dienst außerdem Seediensttauglichkeits- und Seelotsenuntersuchungen durch.
Ein kommunaler SMD bietet vor allem für Menschen mit Beeinträchtigungen Hilfeleistungen, die auf die Wechselwirkung zwischen Gesellschaft und Gesundheit des Individuums abzielen. Er berät, unterstützt und begleitet Menschen mit besonderen Hilfebedarfen fach- und amtsübergreifend und vermittelt Leistungen aus dem medizinischen Umfeld, von sozialen Trägern und Einrichtungen sowie andern Beratungsstellen. Dabei berücksichtigt er die individuelle Lebenssituation und die Wünsche der Hilfesuchenden und koordiniert die Hilfen, wenn mehrere Stellen in Anspruch genommen werden. Kommunale sozialmedizinische Dienste sind Teil des örtlichen öffentlichen Gesundheitsdienstes.